# Mid Cay
Mid Cay est une île du territoire d'Anguilla dans les Petites Antilles.